# Антон Шварцкопф
Антон Шварцкопф (Белинген, 8. јул 1924 — , 30. јул 2001) је немачки конструктор Ролер костера (Roller coaster) и оснивач комапаније „Шварцкопф индустрије“ (Schwarzkopf Industries GmbH), која је направила велики број Луна паркова и Ролер костера.
Антон Шварцкопф је рођен у Белингену, Немачка. Његови родитељи, Антон и Марија Шварцкопф, преселили су се у Мунстерхаусен где је његов отац постао власник радионице за поправку кола. Дуго времена су производили приколице за изложбе и циркусе. Компанија је 1954. године урадила неке преинаке на вашарским справама за вожњу и почела да се бави овим послом. Након положеног испита за мајстора Антон се оженио а 1960. године преузео компанију од свог оца. 1964. године саградио је свој први челични ролер-костер, „Wildcat“. Уследиле су многе добро осмишљене конструкције и иновације, што је овој компанији осигурало лидерство на тржишту. Пензионисао се 1985. године.
Укупно је изграђено 136 ролер-костера.